# اطلس

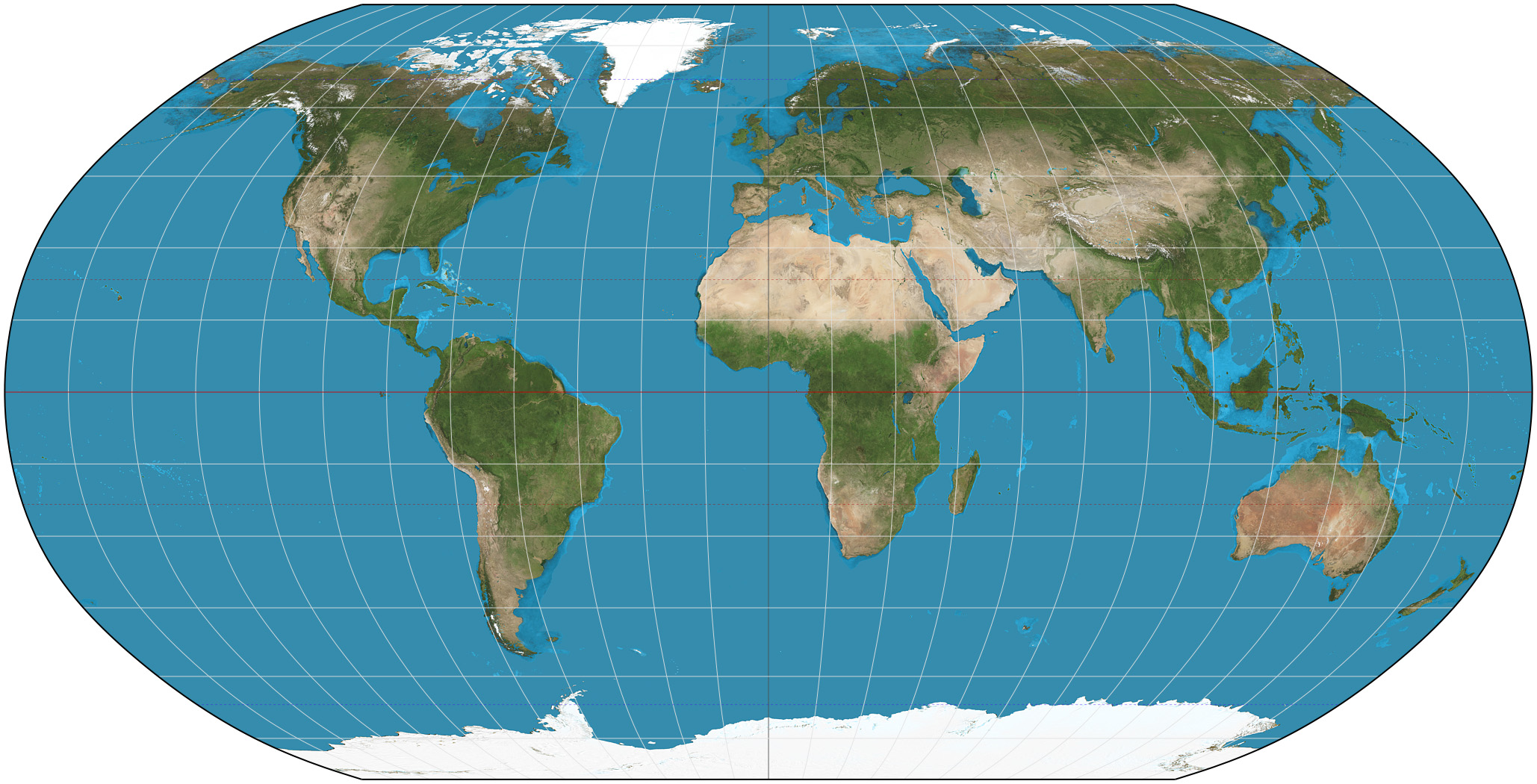

اطلس (به انگلیسی: atlas) مجموعه‌ای از نقشه و معمولاً نقشه‌هایی از کره زمین است. اطلس‌هایی از سیاره‌های دیگر در سامانه خورشیدی نیز وجود دارند. اطلس‌ها به طور سنتی به صورت کتاب بودند. ولی امروزه اطلس‌های فراوانی به شکل چندرسانه‌ای در دسترس هستند. همچنین در بعضی از اطلس‌ها می‌توان فهرست همه کشورها و اطلاعات مربوط به آن را مانند جمعیت، پرچم، و واحد پول را یافت.